# Impédance acoustique
 (mai 2013).
L'impédance acoustique d'un milieu pour une onde acoustique caractérise la résistance du milieu au passage de cette onde. Cette propriété est utilisée en géosciences dans les techniques géophysiques de prospection sismique qui permettent d'imager le sous-sol de la Terre jusqu'à quelques kilomètres de profondeur.

## Définition
Pour les faibles amplitudes, la pression acoustique et la vitesse de la particule associée du milieu sont liées linéairement.
L'impédance acoustique (aussi appelée impédance acoustique spécifique, car c'est une grandeur intensive) Zac d'un milieu pour une onde acoustique est le rapport de la pression acoustique et de la vitesse de la particule associée du milieu :
{\displaystyle Z_{\mathrm {ac} }={\frac {p}{v}}}
avec :
- p en Pa,
- v en m/s.

L'unité de l'impédance acoustique est le pascal seconde par mètre (Pa s/m), souvent appelé le rayl en l'honneur de John William Strutt, baron Rayleigh (1842–1919). 
Pour une onde acoustique plane progressive, le rapport vaut :
{\displaystyle Z_{\mathrm {ac} }=\pm \rho _{\mathrm {m} }\,c}
avec
- ρm en kg/m³ la masse volumique du milieu,
- c en m/s la vitesse de l'onde acoustique dans le milieu.

Le signe dépend du sens de la propagation et du choix de l'orientation de l'axe de propagation de l'onde acoustique. Le produit ρm c a souvent plus d'importance acoustique en tant que propriété caractéristique du milieu que ρm ou c individuellement. C'est pour cette raison que ρm c est appelé l'impédance acoustique caractéristique du milieu.
```
Le paragraphe qui suit comporte une affirmation incompréhensible : la vitesse intervenant dans l'impédance acoustique n'est pas l'inverse de la vitesse de propagation de l'onde sonore. La vitesse de l'onde est une constante dans les conditions standard de température et de pression (environ 340 m/s dans l'air, par exemple), alors que celle des particules, qui intervient dans l'impédance acoustique, dépend de l'intensité du son. 
```

L'unité de l'impédance acoustique (nouvelle physique) est aussi le mètre par seconde (m/s), car l'on considère à présent que la pression acoustique se définit aussi en m² par seconde² (m2/sec2) et non plus seulement en pascals, comme toute autre pression, par ailleurs. La vitesse de l'impédance acoustique est inverse de celle de l'onde elle-même . Voir référence bibliographique **. 
Bien que l'impédance acoustique du milieu soit une grandeur réelle pour les ondes acoustiques planes progressives, cela n'est plus vrai pour les ondes acoustiques planes stationnaires ou les ondes acoustiques divergentes. Dans le cas général, Zac est complexe :
{\displaystyle Z_{\mathrm {ac} }=R_{\mathrm {ac} }+\mathrm {i} \,X_{\mathrm {ac} }}
avec Rac la résistance acoustique et Xac la réactance acoustique du milieu pour l'onde considérée.
L'impédance acoustique caractéristique d'un milieu est analogue à l'impédance électromagnétique caractéristique √(µ/ε) d'un milieu et à l'impédance électrique caractéristique d'une ligne électrique de transmission.
La masse volumique et la vitesse du son variant avec la température, c'est aussi le cas pour l'impédance acoustique caractéristique. À titre d'exemple, le tableau suivant donne la vitesse du son dans l'air, c, la masse volumique de l'air, ρm, et l'impédance acoustique caractéristique de l'air, Zac = ρm c, en fonction de la température, T.
| T (°C) | c (m/s) | 'ρ'm (kg/m³) | Zac (Pa s/m) |
| ------ | ------- | ------------ | ------------ |
| -10    | 325,4   | 1,341        | 436,5        |
| -5     | 328,5   | 1,316        | 432,4        |
| 0      | 331,5   | 1,293        | 428,3        |
| +5     | 334,5   | 1,269        | 424,5        |
| +10    | 337,5   | 1,247        | 420,7        |
| +15    | 340,5   | 1,225        | 417,0        |
| +20    | 343,4   | 1,204        | 413,5        |
| +25    | 346,3   | 1,184        | 410,0        |
| +30    | 349,2   | 1,164        | 406,6        |

## Cas d'un composant acoustique
Lorsque le milieu considéré est un composant acoustique, comme un résonateur, un silencieux ou un tuyau d'orgue, l'impédance acoustique se mesure à l’entrée du composant.
L'impédance acoustique ne fait intervenir que des grandeurs intensives (la pression acoustique et la vitesse de la particule), par opposition à d'autres définitions d'impédance qui introduisent l'aire de la section d'entrée du composant acoustique, une grandeur extensive par nature :
- L'impédance mécanique Zm est définie par :

{\displaystyle Z_{\mathrm {m} }={\frac {A\,p}{v}}=A\,Z_{\mathrm {ac} },}
A p étant la force exercée à l'entrée du composant acoustique.
- L'impédance hydraulique Zh est définie par :

{\displaystyle Z_{\mathrm {h} }={\frac {p}{A\,v}}={\frac {Z_{\mathrm {ac} }}{A}},}
A v étant le débit volumique acoustique à l'entrée du composant acoustique.

## Application à la propagation des ondes à l'interface entre deux milieux

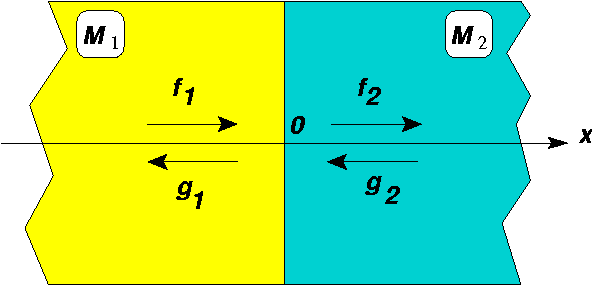
Ondes d'incidences normales, ondes réfléchies et ondes transmises à l'interface séparant deux milieux acoustiques M_{1} et M_{2}

Lorsqu'une onde acoustique rencontre l'interface séparant deux milieux d'impédances acoustiques différentes, une partie de l'onde est transmise dans l'autre milieu tandis qu'une autre partie se réfléchit sur l'interface. La notion d'impédance acoustique permet d'étudier complètement et quantitativement ce phénomène et d'estimer les quantités d'énergie acoustique transmises et réfléchies.

### Lois et hypothèses constitutives de l'acoustique linéaire
L'étude de la propagation des ondes à l'interface de deux milieux acoustiques peut se faire en première approximation sous les hypothèses de l'acoustique linéaire non dispersive, et en se restreignant aux ondes d'incidence normale à l'interface. Dans ce cas, la thermodynamique fournit une relation constitutive linéaire entre les efforts et la déformation :
{\displaystyle p(x,t)=-\rho _{\mathrm {m} }\,c^{2}\,{\frac {\partial u}{\partial x}}(x,t)}
dans laquelle x est la variable d'espace suivant la direction normale à l'interface, p(x, t) est la pression acoustique dans le milieu, u(x, t) est le champ des déplacements, ρm est la masse volumique du milieu, et c est la vitesse de l'onde acoustique dans le milieu.
Cette équation est valable aussi bien pour :
- un liquide, auquel cas ρ c2 = B est son module de compressibilité ;
- un gaz, auquel cas ρ c2 = γ p0, γ étant le rapport des chaleurs spécifiques et p0 la pression moyenne. En acoustique linéaire, la pression acoustique p est une perturbation de cette pression moyenne ;
- un solide dont on ne considère qu'une direction privilégiée pour la propagation des ondes, par exemple une barre en traction-compression, ρ c2 = E étant le module d'Young, une corde vibrante, ρ c2 = T / S étant le rapport de la tension T de la corde sur sa section S, ou une barre en torsion, ρ c2 = G étant le module de Coulomb ou module de cisaillement de la barre. De plus, la pression acoustique p doit être remplacée par la contrainte σ suivant la direction de propagation de l'onde.

Pour plus de précisions, voir la définition de la vitesse du son dans les différents milieux pré-cités.

### Écriture de l'équation unidimensionnelle des ondes
Le principe fondamental de la dynamique appliqué localement au milieu et dans la direction normale à l'interface s'écrit :
{\displaystyle \rho _{\mathrm {m} }{\frac {\partial v}{\partial t}}(x,t)=-{\frac {\partial p}{\partial x}}(x,t)}
En remarquant que {\displaystyle v={\frac {\partial u}{\partial t}}}, on peut combiner cette équation avec la loi constitutive de l'acoustique linéaire pour obtenir l'équation des ondes, aussi appelée équation de D'Alembert, qui est vérifiée simultanément par la vitesse et la pression acoustique :
{\displaystyle {\frac {\partial ^{2}v}{\partial t^{2}}}(x,t)=c^{2}\,{\frac {\partial ^{2}v}{\partial x^{2}}}(x,t)}
{\displaystyle {\frac {\partial ^{2}p}{\partial t^{2}}}(x,t)=c^{2}\,{\frac {\partial ^{2}p}{\partial x^{2}}}(x,t)}
La vitesse v étant solution de l'équation des ondes, on peut rechercher une solution de propagation sous la forme de la somme d'une onde directe f et d'une onde rétrograde g :
{\displaystyle v(x,t)=f(x-ct)+g(x+ct)}
En dérivant cette dernière équation, il vient :
{\displaystyle {\frac {\partial v}{\partial x}}(x,t)=f^{\prime }(x-c\,t)+g^{\prime }(x+c\,t)}
De même, en dérivant la loi constitutive :
{\displaystyle {\frac {\partial p}{\partial t}}(x,t)=-\rho _{\mathrm {m} }\,c^{2}\,{\frac {\partial v}{\partial x}}(x,t)=-\rho _{\mathrm {m} }\,c^{2}\,(f^{\prime }(x-c\,t)+g^{\prime }(x+c\,t))}
Sachant que la pression acoustique s'écrit elle aussi sous la forme d'une solution de propagation, il est possible de l'identifier à l'expression ci-dessus, en introduisant l'impédance acoustique caractéristique Zac = ρm c :
{\displaystyle p(x,t)=Z_{\mathrm {ac} }(f(x-ct)-g(x+ct))}

### Relation entre amplitude des ondes à l'interface de deux milieux

#### Cas général
Si l'on choisit l'origine x = 0 à l'interface entre les deux milieux M1 = {x < 0}, d'impédance acoustique Z1, et M2 = {x > 0}, d'impédance acoustique Z2, on peut définir les restrictions suivantes :
- f1 la restriction de la fonction d'onde directe sur M1 ;
- g1 la restriction de la fonction d'onde rétrograde sur M1 ;
- f2 la restriction de la fonction d'onde directe sur M2 ;
- g2 la restriction de la fonction d'onde rétrograde sur M2.

En x = 0, la condition de continuité des vitesses et des pressions s'écrit :
{\displaystyle f_{1}(-ct)+g_{1}(ct)=f_{2}(-ct)+g_{2}(ct)}
{\displaystyle Z_{1}(f_{1}(-ct)-g_{1}(ct))=Z_{2}(f_{2}(-ct)-g_{2}(ct))}
Si l'on se donne l'onde directe venant de la gauche f1 et l'onde rétrograde venant de la droite g2, on peut en déduire les ondes transmises f2 et réfléchies g1 :
{\displaystyle {\begin{pmatrix}f_{2}\\g_{1}\end{pmatrix}}={\frac {1}{Z_{1}+Z_{2}}}\,{\begin{pmatrix}Z_{2}-Z_{1}&2\,Z_{1}\\2\,Z_{2}&Z_{1}-Z_{2}\end{pmatrix}}\,{\begin{pmatrix}g_{2}\\f_{1}\end{pmatrix}}}
Dans cette matrice, les éléments ont la signification physique suivante (concernant les vitesses particulaires, pour les pressions permuter Z1 et Z2) :
- {\displaystyle t_{12}={\frac {2\,Z_{1}}{Z_{1}+Z_{2}}}} est le coefficient de transmission en amplitude des ondes depuis M1 vers M2 ;
- {\displaystyle r={\frac {Z_{1}-Z_{2}}{Z_{1}+Z_{2}}}} est le coefficient de réflexion en amplitude des ondes venant de M1 sur l'interface ;
- {\displaystyle -r={\frac {Z_{2}-Z_{1}}{Z_{1}+Z_{2}}}} est le coefficient de réflexion en amplitude des ondes venant de M2 sur l'interface ;
- {\displaystyle t_{21}={\frac {2\,Z_{2}}{Z_{1}+Z_{2}}}} est le coefficient de transmission en amplitude depuis M2 vers M1.

On observe évidemment que 1 + r = t12.
Ces coefficients sont analogues à ceux donnés par les formules de Fresnel en électromagnétisme.

#### Étude de quelques cas limites
Trois cas particuliers peuvent être étudiés avec intérêt :
- le cas Z2 / Z1 = 0, alors r = 1, l'onde incidente se réfléchit à l'identique sur l'interface pour les déplacements et en changeant de signe pour les pressions;
- le cas Z2 / Z1 = 1, alors r = 0 et t12 = 1, l'onde incidente se transmet complètement, l'impédance des deux milieux est dite adaptée ;
- le cas Z2 / Z1 = {\displaystyle \infty }, alors r = -1, l'onde incidente se réfléchit en changeant de signe pour les déplacements et à l'identique pour les pressions.

### Relation entre puissance des ondes à l'interface
La densité de puissance d'une onde acoustique suivant une direction est donnée dans le cas général par :
{\displaystyle \Pi (x,t)=p(x,t)\,v(x,t)=Z\,(f^{2}(x-c\,t)-g^{2}(x+c\,t))}
C'est une quantité homogène à une puissance par unité de surface (exprimée en W m−2), qui est souvent assimilée à l'intensité acoustique.
On peut calculer les coefficients de transmission et de réflexion énergétiques, par exemple en se plaçant dans le cas d'une unique onde directe incidente (f1 {\displaystyle \neq } 0 et g2 = 0).
Le coefficient de réflexion énergétique exprime la quantité d'énergie contenue dans l'onde réfléchie g1, étant donné une onde incidente directe f1 :
{\displaystyle R={\frac {\Pi (x<0,t>0)}{\Pi (x<0,t<0)}}={\frac {Z_{1}\,g_{1}^{2}}{Z_{1}\,f_{1}^{2}}}=r^{2}=\left({\frac {Z_{1}-Z_{2}}{Z_{1}+Z_{2}}}\right)^{2}}
Le coefficient de transmission énergétique exprime la quantité d'énergie contenue dans l'onde transmise f2, étant donné une onde incidente directe f1 :
{\displaystyle T={\frac {\Pi (x>0,t>0)}{\Pi (x<0,t<0)}}={\frac {Z_{2}\,f_{2}^{2}}{Z_{1}\,f_{1}^{2}}}={\frac {Z_{2}\,t_{12}^{2}}{Z_{1}}}={\frac {4\,Z_{1}\,Z_{2}}{(Z_{1}+Z_{2})^{2}}}}
Étant donné les deux définitions ci-dessus, on peut aisément vérifier la conservation de l'énergie :
{\displaystyle R+T=1}
Les coefficients de réflexion et de transmission énergétiques sont souvent exprimés en décibel, en écrivant :
{\displaystyle R_{\mathrm {dB} }=10\log _{10}(R)}
{\displaystyle T_{\mathrm {dB} }=10\log _{10}(T)}

### Application numérique
Si l'on considère l'interface entre l'eau, d'impédance acoustique Z1 = 1,5 × 106 Pa s/m, et l'air, d'impédance acoustique Z2 = 430 Pa s/m, on trouve des coefficients de réflexion et transmission :
{\displaystyle R_{\mathrm {dB} }=-0.005\ \mathrm {dB} }
{\displaystyle T_{\mathrm {dB} }=-30\ \mathrm {dB} }
Les sons ne se transmettent quasiment pas d'un milieu à l'autre, comme cela peut être constaté en plongée sous-marine.
Valeurs de certaines impédances acoustique (utilisés pour l'échographie en médecine) :
| milieu  | {\displaystyle Z\left[\mathrm {kg \over m^{2}s} \right]} |
| ------- | -------------------------------------------------------- |
| air     | {\displaystyle 0.04\cdot 10^{4}}                         |
| graisse | {\displaystyle 1.38\cdot 10^{6}}                         |
| sang    | {\displaystyle 1.62\cdot 10^{6}}                         |